# Chitradurga
Chitradurga – miasto w Indiach, w stanie Karnataka. W 2011 roku liczyło 145 853 mieszkańców.